# Toshinori Kondō

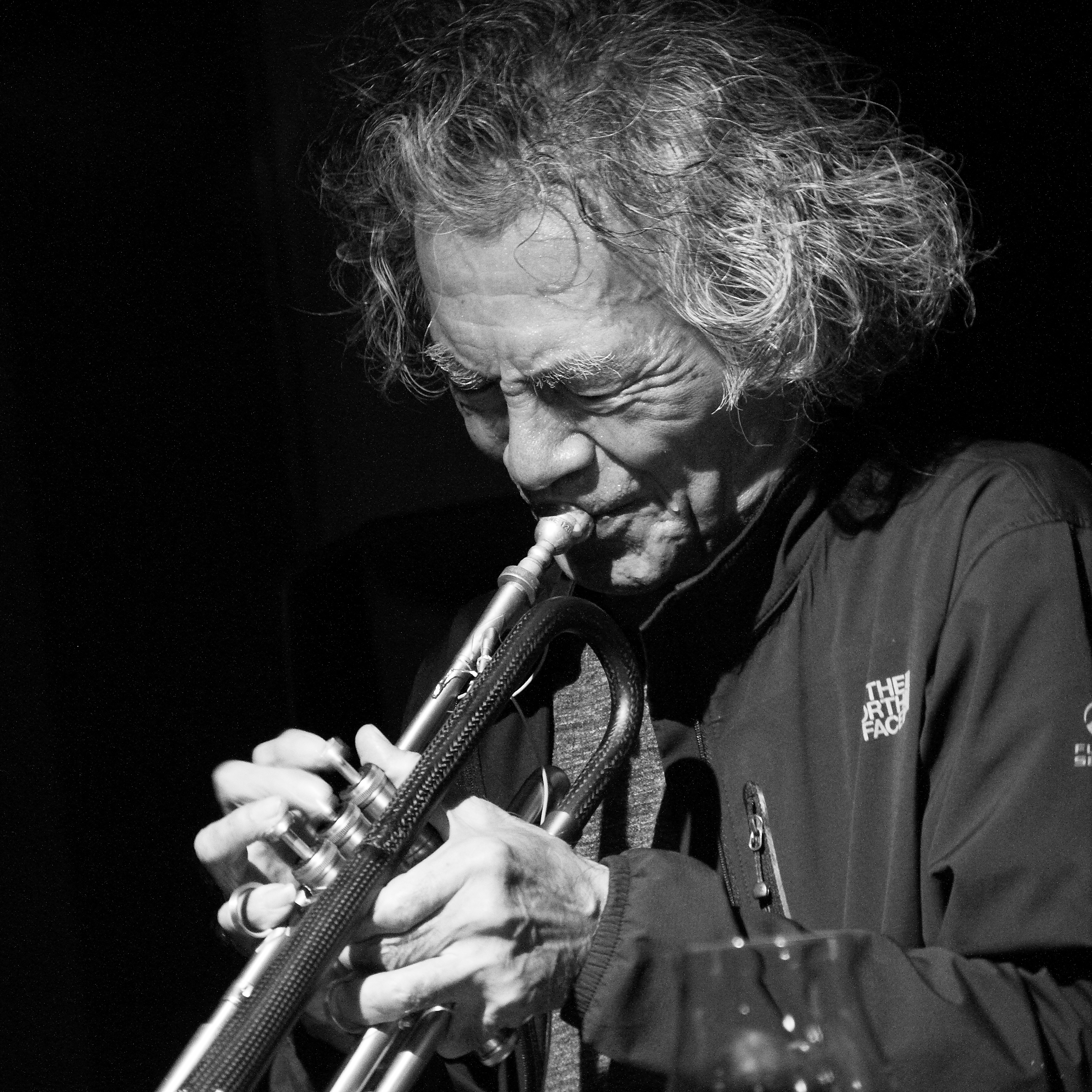
Konzert im club W71 2017

Toshinori Kondō (jap. 近藤 等則, Kondō Toshinori; * 15. Dezember 1948 in Imabari, Präfektur Ehime, Japan; † 17. Oktober 2020 in Kawasaki (Kanagawa)) war ein Trompeter der Jazzavantgarde und der Fusionsmusik.
Kondōs erste Einflüsse im Jazz waren Charlie Parker, Dizzy Gillespie und Miles Davis. In den 1970er-Jahren kam er von Japan nach New York, wo er mit den Mitgliedern der Downtown-Szene zusammenarbeitete, so mit Bill Laswell und John Zorn. 1978 spielte er mit Derek Bailey. Sein erstes Soloalbum entstand 1979. Im gleichen Jahr trat er mit Eugene Chadbourne auf dem Total Music Meeting auf. 1981 war er erstmals Mitglied in einem Projekt von Peter Brötzmann. 1982 trat er mit Paul Lovens und mit dem Globe Unity Orchestra auf. In den 1980er-Jahren kehrte er nach Japan zurück und gründete die Gruppe IMA, mit der er recht erfolgreich war. Daneben spielte er im Jam Rice Sextet (mit Yōsuke Yamashita, Akira Sakata, Gerald Ohshita, Hideaki Mochizuki und Shōta Koyama), das 1986 das Album Jam Rice Relaxin’ live einspielte. Seit 1992 gehörte er zum Die Like a Dog-Quartett Brötzmanns und später auch zu dessen Chicago-Tentett. Er spielte mit Tristan Honsinger und ließ sich schließlich in Amsterdam nieder, wo er weiterhin lebte. 2002 organisierte er in Hiroshima ein großes Friedensfestival für den Dalai Lama.
Bekannt wurde Kondō vor allem für seine Fusion von Free-Jazz-, Noise- und elektronischer Musik. Hier arbeitete er mit Musikern wie DJ Krush und Tom Cora zusammen. Er wurde zu Aufnahmen der United Future Organization, aber auch der Jazzkantine herangezogen. Daneben hat er auch Musik für japanische Kriminalfilme komponiert. 2017 spielte er mit Peter Brötzmann und der amerikanischen Pedal-Steel-Gitarristin Heather Leigh in einem Trio, außerdem mit Brötzmann und Sabu Toyozumi (Complete Link). 2022 legte Kondo mit Massimo Pupillo und  Tony Buck das Album Eternal Triangle (i dischi di angelica) vor.